# سزار سمپسون
سزار سمپسون (به انگلیسی: Cesár Sampson) (زاده ۱۸ اوت ۱۹۸۳) خواننده، ترانه سرا، مدل اتریشی است.
او نماینده اتریش در یوروویژن ۲۰۱۸ بود و به مقام سوم دست یافت.